# ماگدبورگ (منطقه)
ماگدبورگ (به آلمانی: Regierungsbezirk Magdeburg) یک منطقهٔ مسکونی در آلمان است که در Province of Saxony واقع شده‌است. ماگدبورگ ۱٬۲۲۰٬۲۳۱ نفر جمعیت دارد.